# Mariam Dao Gabala
Mariam Dao Gabala, née le 3 mars 1960, est une femme d'affaires, personnalité politique et protectrice des droits des femmes ivoirienne. Elle est Sénatrice de la République de Côte d'Ivoire et est Présidente du Comité de Normalisation de la Fédération Ivoirienne de Football (CONOR-FIF) du 14 janvier 2021 au 4 mai 2022. Elle est engagée dans le monde des finances et pour l'inclusion financière des femmes et des personnes pauvres.  

## Biographie

### Enfance
Mariam Jacqueline Gabala est l'aînée d'une famille de 22 enfants. Son père est un homme chrétien et polygame, sa mère quant à elle est musulmane. Elle est très jeune confrontée aux responsabilités puisqu'elle s'occupe de ses petits frères.

### Carrière estudiantine
Lorsqu'elle obtient son baccalauréat, elle présente le concours de l'École Supérieure de Commerce d'Abidjan (ESCA), sous recommandation de son père, au lieu des études de médecine qu'elle voulait faire. Elle va se perfectionner ensuite en commerce à HEC Paris,.

### Carrière professionnelle
Elle débuté sa carrière en occupant le poste de directrice des finances d'une institution de formation des cadres africains. plus tard, elle devient consultante pour le Bureau international du travail, la Banque africaine de développement, l'Organisation internationale du travail et la Banque mondiale.
Elle préside plusieurs organisations :
- Solidaridad[3], réseau dont elle assure la présidence du conseil d'administration international (International supervisory board) et du conseil d'administration du réseau Afrique  (Africa Continental supervisory board) ;
- Stand Up Africa 2050, un mouvement de réflexion et d'action pour une nouvelle Afrique réinventée par les Africains eux-mêmes ;
- La Coalition des chrétiens hommes, femmes d'affaires et décideurs (CCHFD) pour un renouveau économique du continent ;
- La Coalition des femmes leaders de Côte d'Ivoire (CFELCI).

Elle devient ponctuellement présidente du comité de suivi du redressement de l’UNACOOPEC Côte d'Ivoire, une autre institution de microfinancement ivoirienne.
Elle dirige parallèlement un cabinet de consultation MDG consulting and investment en coaching (avec un accent spécial sur la valorisation et la performance du personnel féminin) et conseil d'entreprise et d'organisation de la société civile et civique.
Conférencière internationale, elle plaide pour une prise de conscience des Africains sur leur responsabilité dans le développement du continent et sur la nécessité d'innover dans les théories de développement.

### Carrière politique
En avril 2019, elle fait partie des trente-trois nouveaux sénateurs nommés par le président Alassane Ouattara.

### Dirigeante sportive
Mariam Dao Gabala est nommée le jeudi 14 janvier 2021 à la tête du Comité de Normalisation de la Fédération ivoirienne de football (CONOR-FIF) par la FIFA. Elle a pour mission de réviser les textes de la FIF et d’organiser des élections, afin de ramener le calme au sein de ladite association qui est secouée par une crise. Elle est accompagnée dans ses tâches par l'ancien ministre, Martin Bléou (Professeur de droit constitutionnel) et d'Adou Abbé. Après quinze mois environs passés à la tête de la fédération, elle réussit à organiser les assemblées générales électives du nouveau président de celle-ci le 23 avril 2022 à Yamoussoukro. Le 4 mai 2022, elle remet les clés de la FIF à son nouveau dirigeant Yacine Idriss Diallo.

### Carrière diplomatique
Le 1er juillet 2022, Mariam Dao Gabala est élue présidente de la commission permanente sur l'égalité des sexes, la famille, la jeunesse et les personnes handicapées du parlement africain (Union africaine) à Midrand, en Afrique du Sud.
Cette commission, l'une des dix au sein du parlement africain, a pour mission d'examiner les questions liées à la promotion de l'égalité des sexes et de soutenir le parlement dans la supervision du développement des politiques et des activités de l'Union africaine en ce qui concerne la famille.

### Situation matrimoniale
Jacqueline Gabala épouse Mamadou Dao (musulman) et ils ont cinq enfants.

### Distinctions
- 1986 : Chevalier dans l’ordre de l’Éducation Nationale pour ses actions de bénévolat pour l’éducation des filles, médaille décernée par l’État Ivoirien.
- 1988 : Officier dans l’ordre de la Santé pour son engagement à éradiquer la lèpre et son soutien aux villages de lépreux en Côte d’Ivoire.
- 2012 : Palme de l’excellence, médaille décernée en 2012 par le Ministère de la Famille, de la Femme et de l’Enfant pour son engagement continu pour le leadership féminin et l’autonomisation des femmes.
- 2013 : Officier dans l’ordre du Mérite Ivoirien, médaille décernée par l’État de Côte d’Ivoire.
- 2018 : Ambassadrice Save the Children pour l’éducation de la jeune fille.
- 2019 : Ambassadrice de la Paix à la chaire UNESCO[13].
- 2024: Award de l'Afro-Excellence[14]